# 小行星9579
小行星9579（英語：9579）是一颗围绕太阳公转的小行星。1989年4月3日，天文学家艾瑞克·怀特·埃尔斯特在拉西拉天文台发现了此天体。
这颗小行星的绝对星等为225.05096等。